# Arcanum (Ohio)
Pour les articles homonymes, voir Arcanum.
Arcanum est un village américain situé dans le comté de Darke, dans l'Ohio. Selon le recensement de 2010, sa population est de 2 129 habitants.